# Athurmodes
Athurmodes là một chi bướm đêm thuộc họ Erebidae.